# Olive Tell
Pour les articles homonymes, voir Tell.
Olive Tell est une actrice américaine née le 27 septembre 1894 à New York, New York (États-Unis), morte le 6 juin 1951 à New York (États-Unis).

## Biographie
Olive Tell était la sœur ainée de l'actrice Alma Tell.

## Filmographie
- 1916 : The Smugglers : Mrs. Watts
- 1917 : Le Maître du silence (The Silent Master) : Miss Virginia Arlen
- 1917 : The Unforseen : Margaret Fielding
- 1917 : Her Sister : Eleanor Alderson
- 1917 : National Red Cross Pageant : Louvain - Flemish episode
- 1918 : The Girl and the Judge : Winifred Stanton
- 1918 : To Hell with the Kaiser! : Alice Monroe
- 1918 : Secret Strings : Janet Newell
- 1919 : Dans le piège (The Trap), de Frank Reicher : Schoolteacher heroine
- 1920 : Love Without Question : Katherine
- 1920 : A Woman's Business : Barbara
- 1920 : Wings of Pride : Olive Muir
- 1920 : Clothes : Olivia Sherwood
- 1920 : Chase Me
- 1920 : The Wrong Woman : Viola Sherwin
- 1921 : Worlds Apart (en) d'Alan Crosland : Elinor Ashe
- 1925 : Chickie : Ila Moore
- 1925 : L'Illusion perdue (Womanhandled) : Gwen
- 1926 : Prince of Tempters : Duchesse de Chatsfield
- 1926 : Célibataires d'été (Summer Bachelors) de Allan Dwan : Mrs Preston Smith
- 1927 : Esclaves de la beauté : Anastasia Jones
- 1928 : Sailors' Wives : Careth Lindsey
- 1928 : Soft Living de James Tinling : Mme Rodney S. Bowen
- 1929 : Le Procès de Mary Dugan (The Trial of Mary Dugan) de Bayard Veiller : Mrs Gertrude Rice
- 1929 : Hearts in Exile : Anna Reskova
- 1929 : The Very Idea : Marion Green
- 1929 : Good Medicine
- 1930 : Cock o' the Walk : Rosa Vallejo
- 1930 : Lawful Larceny (en) : Vivan Hepburn
- 1931 : Ten Cents a Dance : Mrs. Carlton
- 1931 : The Right of Way de Frank Lloyd : Kathleen
- 1931 : Woman Hungry de Clarence G. Badger : Betty Temple
- 1931 : Ladies' Man de Lothar Mendes : Mrs Fendley
- 1931 : Devotion : Mrs Trent
- 1931 : Délicieuse (Delicious) de David Butler : Mrs Van Bergh
- 1932 : False Faces : Mrs Day
- 1933 : Strictly Personal : Mrs Castleman
- 1934 : The Witching Hour : Mrs Thorne
- 1934 : Private Scandal : Deborah Lane
- 1934 : La P'tite Shirley (Baby Take a Bow) : Mrs Stuart Carson
- 1934 : L'Impératrice rouge (The Scarlet Empress) : Princesse Johanna Elizabeth
- 1935 : Ultime Forfait (Four Hours to Kill!) de Mitchell Leisen : Mrs Madison
- 1935 : Shanghai : Mrs Hilton
- 1936 : Brilliant Marriage : Mrs Taylor
- 1936 : Yours for the Asking : Woman
- 1936 : Cœurs en détresse (In His Steps) : Elaine Brewster
- 1936 : Polo Joe : Mrs Hilton
- 1936 : Easy to Take : Announcer
- 1937 : Under Southern Stars : Mrs Jackson
- 1939 : Zaza de George Cukor : Jeanne Liseron